# Maracayia chlorisalis
Maracayia chlorisalis är en fjärilsart som beskrevs av Walker 1859. Maracayia chlorisalis ingår i släktet Maracayia och familjen Crambidae. Inga underarter finns listade i Catalogue of Life.